# J.League Cup 2004
Der J.League Cup 2004, offiziell aufgrund eines Sponsorenvertrages mit dem Gebäckhersteller Yamazaki Nabisco nach einer Marke desselben 2004 J.League Yamazaki Nabisco Cup genannt, war die zwölfte Ausgabe des J.League Cup, des höchsten Fußball-Ligapokal-Wettbewerbs in Japan.

## Spieler
| Verein               | Spieler |
| -------------------- | --- |
| Kashima Antlers      | Hideaki Ozawa (1/0), Akira Narahashi (4/0), Seiji Kaneko (5/0), Gō Ōiwa (6/1), Kōji Nakata (2/0), Yasuto Honda (5/0), Tōru Araiba (7/0), Mitsuo Ogasawara (2/0), Fabio Junior (2/0), Masaki Fukai (6/2), Daiki Iwamasa (4/0), Fernando (7/1), Jun Uchida (4/0), Baron (1/0), Tomoyuki Hirase (5/1), Tomohiko Ikeuchi (3/0), Hitoshi Sogahata (6/0), Tatsuya Ishikawa (5/0), Takeshi Aoki (6/0), Takuya Nozawa (7/3), Chikashi Masuda (5/0), Yūki Nakashima (5/1) |
| Urawa Reds           | Norihiro Yamagishi (2/0), Alpay (5/0), Marcus Tulio Tanaka (6/1), Ichiei Muroi (4/0), Nobuhisa Yamada (9/2), Tomoyuki Sakai (7/1), Kōji Yamase (7/2), Yūichirō Nagai (8/1), Emerson (6/4), Tatsuya Tanaka (6/4), Takuya Mikami (1/0), Keita Suzuki (8/0), Tadaaki Hirakawa (9/0), Tōru Chishima (4/0), Alessandro Santos (1/0), Makoto Hasebe (8/2), Hideki Uchidate (7/0), Satoshi Horinouchi (3/0), Ryōta Tsuzuki (7/0), Naoya Umeda (4/0), Masayuki Okano (8/2), Nene (2/0) |
| JEF United Ichihara  | Tomonori Tateishi (1/0), Masataka Sakamoto (4/0), Daisuke Saitō (5/1), Takayuki Chano (1/0), Milinovic (5/0), Yūki Abe (5/1), Yūto Satō (5/1), Marquinhos (4/1), Takenori Hayashi (5/2), Shinji Murai (5/0), Sandro (4/2), Masakazu Washida (2/0), Kōji Nakajima (5/0), Satoru Yamagishi (3/0), Ryō Kushino (6/0), Seiichirō Maki (5/4), Kōhei Kudō (5/1), Naotake Hanyū (6/0), Takashi Rakuyama (3/1), Kōzō Yūki (3/0), Hiroki Mizumoto (1/0), Mitsuki Ichihara (1/0) |
| Kashiwa Reysol       | Yūta Minami (4/0), Takeshi Watanabe (5/0), Sōta Nakazawa (6/0), Dudu (3/0), Tomokazu Myōjin (6/0), Ricardinho (2/0), Yoshiteru Yamashita (3/0), Zé Roberto (5/0), Nozomu Katō (2/0), Tadatoshi Masuda (3/0), Yūzō Kobayashi (1/0), Tatsuya Yazawa (4/0), Shin’ya Tanoue (2/0), Shunta Nagai (2/0), Kishō Yano (1/0), Yūji Unozawa (4/2), Mitsuru Nagata (4/0), Kenta Shimizu (1/0), Hidekazu Ōtani (4/1), Tomonori Hirayama (3/0), Takahiro Shimotaira (3/0), Naoya Kondō (5/0), Takehito Shigehara (4/1), Minoru Suganuma (1/0), Erikson Noguchipinto (2/0), Takayuki Komine (2/0), Yasuhiro Hato (2/0)                                                                       |
| FC Tokyo             | Yōichi Doi (1/0), Teruyuki Moniwa (6/0), Jean (8/3), Oh Jang-eun (4/0), Tatsuya Masushima (2/0), Yasuyuki Konno (7/1), Satoru Asari (3/0), Ryūji Fujiyama (7/0), Lucas (7/6), Fumitake Miura (7/0), Yoshirō Abe (8/1), Mitsuhiro Toda (6/1), Yūta Baba (8/0), Norio Suzuki (4/1), Masashi Miyazawa (4/0), Jō Kanazawa (9/0), Naohiro Ishikawa (4/0), Kelly (4/1), Akira Kaji (1/0), Hitoshi Shiota (8/0), Yōhei Kajiyama (5/2), Masamitsu Kobayashi (2/0), Yūsuke Kondō (2/0), Kazuya Maeda (2/0), Yūhei Tokunaga (4/0), Ryōichi Kurisawa (3/1) |
| Tokyo Verdy 1969     | Hiroki Mizuhara (1/0), Takuya Yamada (4/2), Ubeda (8/0), Kentarō Hayashi (7/1), Atsushi Yoneyama (8/1), Nozomi Hiroyama (1/0), Daigo Kobayashi (7/4), Mboma (5/4), Hugo (3/0), Kazuki Hiramoto (6/2), Masayuki Yanagisawa (2/0), Seitarō Tomisawa (1/0), Takahito Sōma (8/0), Naoto Sakurai (7/3), Kenta Togawa (7/0), Shingo Nejime (3/0), Kazunori Iio (3/0), Yoshinari Takagi (7/0), Takashi Hirano (7/1), Takayuki Morimoto (2/0), Lee Gang-jin (2/0), Yoshiyuki Kobayashi (8/2), Jun Tamano (2/1) |
| Yokohama F. Marinos  | Tatsuya Enomoto (4/0), Eisuke Nakanishi (6/0), Naoki Matsuda (4/0), Yasuhiro Hato (1/0), Dutra (4/1), Yoshiharu Ueno (6/0), Yukihiko Satō (7/1), Yoo Sang-chul (2/0), Akihiro Endō (4/0), Daisuke Sakata (5/1), Daisuke Oku (4/1), Hayuma Tanaka (5/0), Norihisa Shimizu (4/1), Sōtarō Yasunaga (4/0), Yūki Kaneko (1/0), Tetsuya Enomoto (3/0), Masahiro Ōhashi (7/0), Daisuke Nasu (3/0), Masato Yamazaki (6/1), Nobuki Hara (1/0), Yūtarō Abe (5/1), Yūzō Kurihara (7/0), Shō Kitano (1/0), Ryūji Kawai (3/0), Ahn Jung-hwan (1/0) |
| Albirex Niigata      | Yoshiaki Maruyama (1/0), Anderson (3/0), Kentarō Suzuki (3/0), Osamu Umeyama (4/0), Tadahiro Akiba (5/0), Keisuke Kurihara (4/0), Motohiro Yamaguchi (5/0), Fabinho (4/0), Edmilson (5/4), Yūsaku Ueno (6/0), Toshiyuki Abe (3/0), Naoki Takahashi (3/0), Isao Homma (2/0), Yoshito Terakawa (4/0), An Yong-hak (4/0), Shingo Suzuki (5/2), Hikaru Mita (1/0), Hiroyoshi Kuwabara (5/0), Yōsuke Nozawa (6/0), Masahiro Fukazawa (1/0), Hiroshi Morita (1/1), Katsuyuki Miyazawa (1/0), Yūzō Funakoshi (3/0), Yasushi Kita (1/0), Roberto (2/0), Naoto Matsuo (2/0) |
| Shimizu S-Pulse      | Masanori Sanada (1/0), Toshihide Saitō (6/0), Shōhei Ikeda (2/0), Fabinho (1/0), Kazuyuki Toda (2/0), Naoki Hiraoka (4/0), Teruyoshi Itō (7/0), Araujo (7/1), Hideaki Kitajima (7/0), Masaaki Sawanobori (5/0), Ryūzō Morioka (6/1), Kōhei Hiramatsu (7/0), Jumpei Takaki (4/0), Yoshikiyo Kuboyama (6/4), Yōhei Nishibe (6/0), Tomoyoshi Tsurumi (5/1), Jamelli (1/0), Cho Jae-jin (1/1), Takumi Wada (4/0), Kazumichi Takagi (1/0), Keisuke Ōta (7/0), Daisuke Ichikawa (1/0), Bun’ichirō Abe (1/0), Jun Muramatsu (3/0), Kōta Sugiyama (3/1) |
| Júbilo Iwata         | Yōhei Satō (5/0), Hideto Suzuki (5/0), Takahiro Kawamura (6/0), Makoto Tanaka (1/0), Toshihiro Hattori (5/1), Hiroshi Nanami (5/0), Gral (5/1), Masashi Nakayama (5/0), Hiromasa Yamamoto (1/0), Nobuo Kawaguchi (5/0), Takahiro Yamanishi (5/0), Hitoshi Morishita (4/0), Yoshiaki Ōta (1/0), Ryōichi Maeda (6/1), Shō Naruoka (6/1), Robert Cullen (4/0), Yasumasa Nishino (3/3), Naoya Kikuchi (5/0), Gaviao (2/0) |
| Nagoya Grampus Eight | Yutaka Akita (7/0), Panadic (2/0), Yūsuke Igawa (3/1), Masayuki Ōmori (4/0), Masahiro Koga (7/0), Yūsuke Nakatani (4/1), Naoshi Nakamura (8/1), Teruo Iwamoto (1/0), Marques (7/5), Ueslei (7/7), Harutaka Ōno (4/0), Kunihiko Takizawa (2/0), Taisei Fujita (1/0), Chung Yong-dae (1/0), Kōjirō Kaimoto (7/0), Keiji Kaimoto (3/0), Jorginho (2/0), Makoto Kakuda (6/0), Tetsuya Okayama (4/1), Eiji Kawashima (8/0), Ryūji Kitamura (1/0), Ryōji Ujihara (1/0), Keiji Yoshimura (6/0), Kiyohiro Hirabayashi (1/0), Keiji Watanabe (1/0), Claiton (4/0), Kei Yamaguchi (4/0), Kōichi Hirono (1/0), Keisuke Honda (1/0)                                                        |
| Gamba Osaka          | Naoki Matsuyo (7/0), Sidiclei (5/1), Noritada Saneyoshi (7/0), Satoshi Yamaguchi (7/1), Fernandinho (7/2), Magrao (5/1), Takahiro Futagawa (7/0), Masanobu Matsunami (2/0), Shigeru Morioka (5/1), Tōru Irie (3/0), Mitsuteru Watanabe (7/1), Masashi Ōguro (7/4), Arata Kodama (4/0), Kōta Yoshihara (5/0), Satoshi Nakayama (5/1), Toshihiro Matsushita (1/0), Hideo Hashimoto (7/0), Akihiro Ienaga (3/0), Ryōta Aoki (1/0) |
| Cerezo Osaka         | Kablar (3/0), Mario (2/0), Hiroshige Yanagimoto (2/0), Takanori Nunobe (5/0), Radeljic (5/0), Takeshi Hamada (3/0), Kiyokazu Kudō (4/0), Hiroaki Morishima (5/0), Lovrek (2/0), Tatsuya Furuhashi (2/0), Yoshito Ōkubo (2/0), Takaaki Tokushige (5/0), Yūsuke Satō (4/0), Takahito Chiba (2/0), Ryū Saitō (3/0), Noriyuki Sakemoto (3/0), Shō Gokyū (1/0), Ken’ichi Uemura (6/0), Akinori Nishizawa (5/1), Tomohiko Itō (4/0), Keisuke Hada (2/0), Tōmi Shimomura (5/1), Daisuke Yoneyama (2/0), Yoshiki Nakai (1/0), Takuya Kokeguchi (2/0), Jun’ya Yamashiro (3/0) |
| Vissel Kobe          | Makoto Kakegawa (5/0), Shūsuke Tsubouchi (2/0), Kunie Kitamoto (6/0), Tomo Sugawara (4/0), Roger (6/1), Park Kang-jo (6/0), Leandrao (4/0), Chikara Fujimoto (6/0), Kazuyoshi Miura (5/0), Ryūji Bando (5/3), Kōji Yoshimura (3/0), Fumiya Iwamaru (2/0), Yukio Tsuchiya (6/0), Mitsunori Yabuta (5/0), Mitsutoshi Watada (1/0), Hiromi Kojima (5/0), Hiroki Kishida (1/0), Kazuhiro Mori (4/0), Hiroyuki Kōmoto (2/0), Kazutaka Murase (1/0), Masafumi Yoshida (1/0), Ryūhei Niwa (2/0) |
| Sanfrecce Hiroshima  | Takashi Shimoda (5/0), Ricardo (5/0), Norio Omura (5/1), Daisuke Tonoike (5/0), Yūichi Komano (3/0), Sampaio (2/0), Beto (1/0), Kōji Morisaki (3/0), Kazuyuki Morisaki (5/0), Yasuo Manaka (1/0), Tiago (3/1), Hiroto Mogi (2/1), Kōji Matsuura (2/0), Kazuki Satō (1/0), Kazumasa Takagi (2/0), Ri Han-jae (5/0), Kōta Hattori (6/0), Yūsuke Igawa (2/0), Kōhei Morita (2/1), Susumu Ōki (4/0), Takuto Hayashi (1/0), Toshiya Tanaka (1/0), Tatsurō Kimura (1/0), Mitsuyuki Yoshihiro (1/0), Genki Nakayama (2/0), Megumu Yoshida (6/0), Toshihiro Aoyama (1/1), Yūki Tamura (1/0), Shōgo Nishikawa (1/0), Shunsuke Maeda (2/0), Ryōta Moriwaki (1/0), Issei Takayanagi (1/1) |
| Oita Trinita         | Hayato Okanaka (1/0), Takashi Miki (3/0), Sandro (2/0), Richard Witschge (3/0), Kazuyoshi Mikami (6/0), Teppei Nishiyama (2/0), Tomoaki Komorida (2/0), Takayuki Yoshida (6/1), Magno Alves (6/1), Ryōsuke Kijima (2/1), Daiki Takamatsu (2/1), Haruki Seto (5/0), Takashi Umeda (5/0), Riki Takasaki (5/0), Yūichi Nemoto (4/0), Takashi Kuramoto (1/0), Taku Harada (6/0), Shōta Matsuhashi (4/0), Kōji Arimura (5/0), Tomoya Kanamori (2/0), Tetsuya Yamazaki (6/0), Yoshihiro Uchimura (1/0), Kōji Yoshimura (2/0), Hideki Nagai (3/0) |

## Ergebnisse

### Gruppenphase

#### Gruppe A
| Pl. | Verein              | Sp. | S | U | N | Tore    | Diff. | Punkte |
| --- | ------------------- | --- | - | - | - | ------- | ----- | ------ |
| 1.  | Tokyo Verdy 1969    | 6   | 5 | 1 | 0 | 016:400 | +12   | 16     |
| 2.  | Yokohama F. Marinos | 6   | 3 | 1 | 2 | 005:600 | −1    | 10     |
| 3.  | Sanfrecce Hiroshima | 6   | 2 | 1 | 3 | 006:800 | −2    | 07     |
| 4.  | Cerezo Osaka        | 6   | 0 | 1 | 5 | 002:110 | −9    | 01     |

#### Gruppe B
| Pl. | Verein               | Sp. | S | U | N | Tore    | Diff. | Punkte |
| --- | -------------------- | --- | - | - | - | ------- | ----- | ------ |
| 1.  | Nagoya Grampus Eight | 6   | 3 | 2 | 1 | 013:800 | +5    | 11     |
| 2.  | Gamba Osaka          | 6   | 2 | 2 | 2 | 012:120 | ±0    | 08     |
| 3.  | Albirex Niigata      | 6   | 1 | 3 | 2 | 007:900 | −2    | 06     |
| 4.  | Júbilo Iwata         | 6   | 1 | 3 | 2 | 007:100 | −3    | 06     |

#### Gruppe C
| Pl. | Verein              | Sp. | S | U | N | Tore    | Diff. | Punkte |
| --- | ------------------- | --- | - | - | - | ------- | ----- | ------ |
| 1.  | Urawa Reds          | 6   | 4 | 0 | 2 | 012:700 | +5    | 12     |
| 2.  | Shimizu S-Pulse     | 6   | 4 | 0 | 2 | 008:900 | −1    | 12     |
| 3.  | JEF United Ichihara | 6   | 3 | 0 | 3 | 014:800 | +6    | 09     |
| 4.  | Ōita Trinita        | 6   | 1 | 0 | 5 | 004:140 | −10   | 03     |

#### Gruppe D
| Pl. | Verein          | Sp. | S | U | N | Tore    | Diff. | Punkte |
| --- | --------------- | --- | - | - | - | ------- | ----- | ------ |
| 1.  | FC Tokyo        | 6   | 4 | 1 | 1 | 010:600 | +4    | 13     |
| 2.  | Kashima Antlers | 6   | 3 | 1 | 2 | 008:500 | +3    | 10     |
| 3.  | Kashiwa Reysol  | 6   | 1 | 3 | 2 | 004:500 | −1    | 06     |
| 4.  | Vissel Kobe     | 6   | 1 | 1 | 4 | 004:100 | −6    | 04     |

### Finalrunde

#### Viertelfinale
|                      | Ergebnis |                     |
| -------------------- | -------- | ------------------- |
| FC Tokyo             | 4:1      | Gamba Osaka         |
| Tokyo Verdy 1969     | 2:1      | Shimizu S-Pulse     |
| Nagoya Grampus Eight | 2:1      | Kashima Antlers     |
| Urawa Reds           | 3:2      | Yokohama F. Marinos |

#### Halbfinale
|                      | Ergebnis |                  |
| -------------------- | -------- | ---------------- |
| FC Tokyo             | 4:3      | Tokyo Verdy 1969 |
| Nagoya Grampus Eight | 1:4      | Urawa Reds       |

#### Finale
|          | Ergebnis        |            |
| -------- | --------------- | ---------- |
| FC Tokyo | 0:0 (4:2 i. E.) | Urawa Reds |